# Мангахева
Мангахева (Mangahewa) – газоконденсатне родовище на Північному острові Нової Зеландії, що належить до басейну Таранакі.
Споруджена ще в 1961 році свердловина Mangahewa-01 виявила на глибині близько 3,5 км газопрояв, що показав на тестуванні лише незначний приплив вуглеводнів. Лише пробурена та протестована у 1996 – 1997 роках свердловина Mangahewa-02 дозволила відкрити родовище, запаси вуглеводнів якого виявились пов’язані із пісковиками еоценової формації Мангахева, що сформувались у морських (перехідних та мілководних) умовах. 
У 2001-му Мангахева ввели в розробку, при цьому його продукцію подали на установку підготовки, що вже майже два десятки років обслуговувала нафтогазове родовище Мак-Кі, а з цього моменту стала відома як установка підготовки Мак-Кі-Мангахева.
Станом на 2008 рік видобувні запаси Мангахева оцінювались у 3,32 млрд м3 газу, з яких 1,25 млрд м3 вже були вилучені (для рідких вуглеводнів ці показники складали 2,8 та 0,6 млн барелів відповідно). Втім, проведена в 2007 – 2009 роках кампанія буріння трьох оціночних свердловин Mangahewa-03, Mangahewa-04 та Mangahewa-06 дозволила суттєво приростити запаси, так що станом на 2013 рік при накопиченому видобутку у 2,11 млрд м3 газу та 1,8 млн барелів конденсату залишкові запаси оцінювались у 2,75 млрд м3 газу та 1,6 млн барелів конденсату. 
Прирощення запасів продовжилось і надалі. Відомо, що піку видобутку Мангахева досягнуло лише у 2020 році, а у 2022-му з нього змогли вилучити 0,68 млрд м3 газу та 0,6 млн барелів конденсату, при цьому його залишкові запаси рахувались більшими, аніж колись оцінювались початкові – як 5,77 млрд м3 газу та 4,6 млн барелів конденсату.
Первісно родовищем опікувалась державна компанія Fletcher Challenge Energy, що вже у 2001-му була придбана нафтогазовим гігантом Shell. Останній для досягнення відповідності вимогам законодавства продав частину активів, і серед них Мангахева, новозеландській компанії Todd.